# Trưng cầu ý dân về Cộng hòa Hồi giáo Iran 1979
Một cuộc trưng cầu ý dân về việc thành lập một chế độ cộng hòa Hồi giáo được tổ chức tại Iran vào ngày 30 và 31 tháng 3 năm 1979. Ruhollah Khomeini không cho phép lựa chọn chế độ chính trị khác vì ông cho rằng nhân dân Iran đã lựa chọn "Cộng hòa Hồi giáo" trong những cuộc biểu tình chống Shah. Những đảng như Mặt trận Dân chủ Quốc gia và Tổ chức Du kích Cảm tử Nhân dân Iran tẩy chay cuộc trưng cầu ý dân.
Tổ chức Mujahedin Nhân dân Iran, Đảng Nhân dân Iran, Phong trào Tự do Iran, Mặt trận Dân tộc Iran và Đảng Cộng hòa Nhân dân Hồi giáo phản đối việc Khomeini áp đặt lựa chọn Cộng hòa Hồi giáo. Theo kết quả chính thức, 98,2% cử tri bỏ phiếu ủng hộ Cộng hòa Hồi giáo.
Độ tuổi bỏ phiếu được hạ từ 18 xuống 16 để cho phép thanh niên Iran bỏ phiếu trưng cầu ý dân. 
Sau cuộc trưng cầu ý dân, hiến pháp năm 1906 bị bãi bỏ và hiến pháp Cộng hòa Hồi giáo được soạn thảo và phê chuẩn trong một cuộc trưng cầu ý dân khác vào tháng 12 năm 1979.

## Lập trường của các đảng
| Lập trường                      | Tổ chức                                         | Tham khảo |
| ------------------------------- | ----------------------------------------------- | --------- |
| Đồng ý                          |                                                 |           |
| Đảng Cộng hòa Hồi giáo          | [ 6 ]                                           |           |
| Mặt trận Dân tộc Iran           | [ 6 ] [ 7 ]                                     |           |
| Phong trào Tự do                | [ 6 ] [ 7 ]                                     |           |
| Đảng Nhân dân Iran              | [ 6 ] [ 7 ]                                     |           |
| Tổ chức Mojahedin Nhân dân      | [ 6 ]                                           |           |
| Đảng Cộng hòa Nhân dân Hồi giáo | [ 6 ]                                           |           |
| Đảng Lao động Dân tộc Iran      | [ 8 ]                                           |           |
| Đảng Iran                       | [ cần dẫn nguồn ]                               |           |
| Đảng toàn Iran                  | [ 9 ]                                           |           |
| Đảng Dân tộc Iran               | [ 9 ]                                           |           |
| Tẩy chay                        | Mặt trận Dân chủ Dân tộc                        | [ 6 ]     |
| Tẩy chay                        | Tổ chức Du kích cảm tử Nhân dân Iran            | [ 10 ]    |
| Tẩy chay                        | Du kích cảm tử Nhân dân                         | [ 11 ]    |
| Tẩy chay                        | Tổ chức Đấu tranh giải phóng giai cấp công nhân | [ 9 ]     |
| Tẩy chay                        | Đảng Dân chủ Kurdistan Iran                     | [ 6 ]     |
| Tẩy chay                        | Hội Lao động Cách mạng Kurdistan Iran           | [ 6 ]     |

## Bỏ phiếu

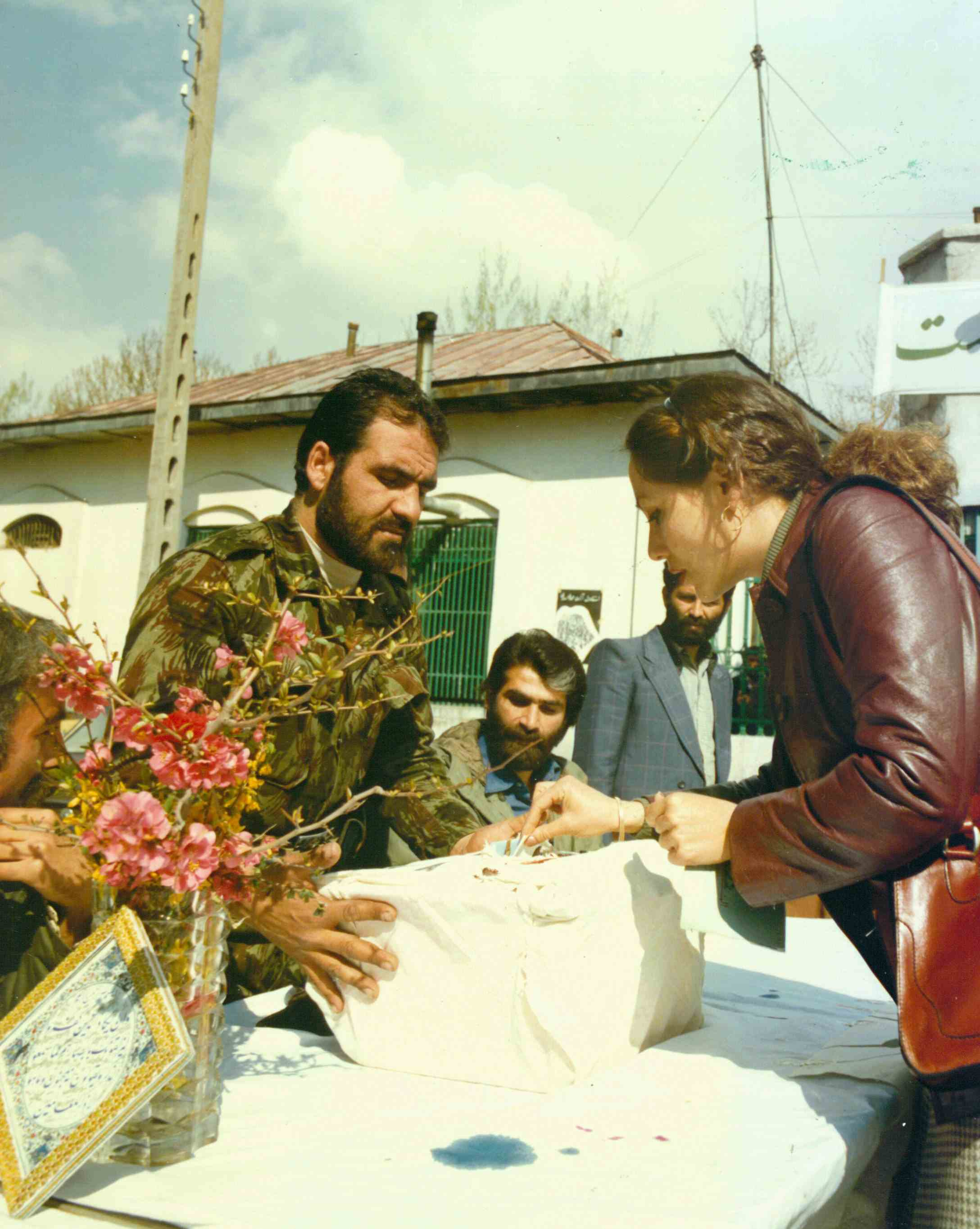
Phụ nữ đi bỏ phiếu trưng cầu ý dân

Phiếu trưng cầu ý dân gồm ba phần, hai phần có nội dung sau:
| بسمه تعالی دولت موقّت انقلاب اسلامی وزارت کشور تعرفهٔ انتخابات رفراندم تغییر رژیم سابق به جمهوری اسلامی که قانون اساسی آن از تصویب ملّت خواهد گذشت. | Nhân danh Thượng đế Chính phủ Cách mạng Hồi giáo lâm thời Bộ Nội vụ Lá phiếu trưng cầu ý dân Thay đổi chế độ chính trị thành Cộng hòa Hồi giáo mà hiến pháp sẽ do nhân dân phê chuẩn. |
| | |

Chính phủ lâm thời Iran mời một phái đoàn gồm bốn luật gia quốc tế từ Hiệp hội Luật sư Dân chủ Quốc tế đến giám sát cuộc trưng cầu ý dân. Theo tờ báo The Washington Post, các điểm bỏ phiếu không có buồng bỏ phiếu và những người quan sát có thể thấy rõ ràng màu lá phiếu. Trưởng phái đoàn nói rằng "đây không phải là cách tiến hành trưng cầu ý dân ở phương Tây và không đáp ứng các tiêu chí dân chủ". Sadegh Zibakalam mô tả cuộc trưng cầu ý dân là "tự do và công bằng". Michael Axworthy tuyên bố "có thể có một số bất thường trong cuộc trưng cầu ý dân nhưng hầu hết những người quan sát công tâm khi đó và kể từ đó đều chấp nhận rằng một cuộc trưng cầu ý dân vào thời điểm đó với câu hỏi đó sẽ luôn có kết quả áp đảo cho cùng một lựa chọn bất kể điều kiện".
Chính phủ báo cáo tỷ lệ cử tri đi bỏ phiếu cao trên cả nước, ngoại trừ ở Turkmen Sahra và Kurdistan Iran, nơi cuộc trưng cầu ý dân không được tổ chức đầy đủ do xung đột vũ trang.

## Kết quả
| Lựa chọn                                         | Lựa chọn                    | Phiếu bầu  | %      |
| ------------------------------------------------ | --------------------------- | ---------- | ------ |
| Đồng ý                                           | Đồng ý                      | 20.147.855 | 99.31  |
| Không đồng ý                                     | Không đồng ý                | 140.996    | 0.69   |
| Tổng cộng                                        | Tổng cộng                   | 20.288.851 | 100.00 |
|                                                  |                             |            |        |
| Tổng cộng phiếu bầu                              | Tổng cộng phiếu bầu         | 20.440.108 | –      |
| Cử tri phiếu bầu đã đăng ký                      | Cử tri phiếu bầu đã đăng ký | 20.857.391 | 98.00  |
| Nguồn: Nohlen et al, Cổng thông tin dữ liệu Iran |                             |            |        |

### Theo tỉnh
| Tỉnh                      | Lựa chọn   | Lựa chọn     | %      | %            |
| Tỉnh                      | Đồng ý     | Không đồng ý | Đồng ý | Không đồng ý |
| ------------------------- | ---------- | ------------ | ------ | ------------ |
| Đông Azerbaijan           | 2.001.628  | 5.354        | 99,73% | 0,27%        |
| Tây Azerbaijan            | 640.323    | 5.547        | 99,14% | 0,86%        |
| Isfahan                   | 1.357.605  | 4.470        | 99,67% | 0,33%        |
| Ilam                      | 161.942    | 16           | 99,99% | 0,01%        |
| Kermanshah                | 612.830    | 6.159        | 99,00% | 1,00%        |
| Bushehr                   | 200.023    | 333          | 99,83% | 0,17%        |
| Tehran                    | 3.462.449  | 72.980       | 97,94% | 2,06%        |
| Chaharmahal và Bakhtiari  | 210.936    | 885          | 99,58% | 0,42%        |
| Khorasan                  | 1.983.458  | 712          | 99,66% | 0,34%        |
| Khuzestan                 | 1.248.591  | 8.557        | 99,32% | 0,68%        |
| Zanjan                    | 765.786    | 875          | 99,89% | 0,11%        |
| Semnan                    | 185.674    | 424          | 99,77% | 0,23%        |
| Sistan và Baluchestan     | 314.319    | 1.052        | 99,67% | 0,33%        |
| Fars                      | 1.224.821  | 5.281        | 99,57% | 0,43%        |
| Kurdistan                 | 318.360    | 2.570        | 99,20% | 0,80%        |
| Kerman                    | 651.011    | 1.507        | 99,77% | 0,23%        |
| Kohgiluyeh và Boyer-Ahmad | 159.463    | 254          | 99,84% | 0,16%        |
| Gilan                     | 810.708    | 7.539        | 99,08% | 0,92%        |
| Lorestan                  | 643.216    | 821          | 99,87% | 0,13%        |
| Mazandaran                | 1.205.501  | 3.871        | 99,68% | 0,32%        |
| Markazi                   | 771.189    | 1.052        | 99,86% | 0,14%        |
| Hormozgan                 | 252.791    | 3.842        | 98,50% | 1,50%        |
| Hamadan                   | 744.636    | 1.023        | 99,86% | 0,14%        |
| Yazd                      | 241.024    | 187          | 99,92% | 0,08%        |
| Abroad                    | 118.069    | 12.444       | 90,47% | 9,53%        |
| Tổng cộng                 | 20.286.353 | 153.755      | 99,25% | 0,75%        |
| Nguồn: Bộ Nội vụ Iran     |            |              |        |              |